# ساوتورتس (واشینگتن)
ساوتورتس (به انگلیسی: Southworth) یک منطقهٔ مسکونی در ایالات متحده آمریکا است که در شهرستان کیتساپ، واشینگتن واقع شده‌است. ساوتورتس ۲٬۱۸۵ نفر جمعیت دارد.